# Kinderbibel
Eine Kinderbibel enthält eine Auswahl biblischer Texte, die in einer gegenüber dem Original vereinfachten Sprache abgefasst und in der Regel durch Abbildungen ergänzt sind.

## Geschichte der Kinderbibel
Bereits im Mittelalter setzte sich die Meinung durch, dass die Bibel in ihrer Gesamtheit nicht für die Jugend geeignet war. Eine der ersten Kinderbibeln stammt von Josua Opitz, um 1570. In den folgenden Jahren wurden immer häufiger biblische Texte für Kinder altersgerecht bearbeitet. Im 16. bis 18. Jahrhundert standen bei der Bearbeitung von Bibeltexten besonders theologische und pädagogische Aspekte im Vordergrund. Bekanntes Beispiel dafür ist die Kinder-Bibel des reformierten Theologen Johannes Melchior. Die Verfasser gaben sich sprachlich und bei der Auswahl der Texte viel Freiraum. Dies wandelte sich im 19. Jahrhundert, als mehr Wert darauf gelegt wurde, sich strikter an die vorgegebenen Bibeltexte zu halten. Nun herrschte die Auffassung, dass das göttliche Wirken sich in einem bestimmten Wort offenbart habe, und darum die biblische Geschichte nur mit dem Bibelwort erzählt werden dürfe (Preußisches Regulativ, 1854). So wurden ausgewählte Geschichten durch lehrhafte Abschnitte ergänzt. Beispiele hierfür sind die Schulbibeln von Georg Thudichum (1870) und R. Hoffmann (1887). Ein Vorbild für viele nachfolgend erschienenen Kinderbibeln war das Werk „Zweymahl zwey und fünfzig auserlesene Biblische Historien“ (1714) von Johann Hübner, das vor allem im protestantischen Deutschland weite Verbreitung fand. Für Hübner kam die Bibel eher einem Geschichtsbuch gleich und dementsprechend wählte er Abschnitte aus, in denen viel geschah und die realitätsnah gestaltet waren. Eine spezielle Ikonographie zu biblischen Themen für Kinder entwickelte sich erst vergleichsweise spät. Vor allem zur Zeit der Romantik entstanden vermehrt biblische Bilder für Kinder. Eine eigene „biblische Bildsprache für Kinder“ wurde erstmals von Kees de Kort entwickelt.

## Verbreitung
Von der Kinderbibel mit dem Namen Gott spricht zu seinen Kindern wurden seit 1979 mittlerweile 50 Millionen Exemplaren in 172 Sprachen in 140 Ländern verbreitet.

## Kinderbibel als eigene Gattung
Kriterien, nach denen sich Kinderbibeln unterscheiden und charakterisieren lassen, sind:
- die Auswahl kann minimalistisch sein und sich auf wenige Kerntexte und zentrale biblische Erzählungen beschränken oder versuchen, die Vielfalt der biblischen Bücher wiederzugeben;
- das gewählte Niveau der Sprache kann sich an bestimmten Altersgruppen orientieren (Kinder im Vorschul- oder Grundschul-Alter); die Kinderbibel kann zudem als Buch zum Vorlesen oder zum Selberlesen konzipiert sein;
- die Texte in Kinderbibeln können entweder eng orientiert an der biblischen Vorlage oder in eine freie Nacherzählung eingebunden sein (z. B. Jörg Zink oder Winfried Pioch).
- die Abbildungen können dominieren, so dass nahezu von einem Bilderbuch mit biblischen Texten gesprochen werden kann, oder sie treten in den Hintergrund und fungieren nur als Illustration oder Auflockerung.

Zwischen den verschiedenen Kinderbibeln bestehen teilweise erhebliche konzeptionelle Unterschiede. Eine objektive Qualitätsbeurteilung ist aufgrund unterschiedlicher pädagogischer wie theologischer Standpunkte schwer möglich. Daher ist es wissenschaftlich sachgemäßer von Einschätzungen statt von Beurteilungen zu sprechen.
Im deutschen Sprachraum tauchen speziell für Kinder konzipierte Bibelausgaben in nennenswerter Zahl zuerst in der Zeit der Aufklärung und des Pietismus auf. Die Gattung hat sich im Lauf der Zeit – beeinflusst durch sich wandelnde pädagogische und theologische Anschauungen – weiterentwickelt und verzweigt. Heute befinden sich mehrere Dutzend Kinderbibeln (ca. 220 aktuelle seit 1955!) gleichzeitig auf dem Markt, was den Überblick und die Auswahl nicht nur für Laien schwierig macht.
Seit über einem Jahrzehnt beschäftigt sich ein Kreis von Religionspädagogen aus Deutschland, Österreich, Schweden, Dänemark, Ungarn und der Schweiz mit der Erforschung der Gattung Kinderbibel. Auf ihre Arbeiten wird in den Literaturangaben hingewiesen. Daneben versuchen unter anderem der Borromäusverein oder die Deutsche Bibelgesellschaft durch Empfehlungen und Vergleiche Eltern und (religions-)pädagogischen Profis Auswahlkriterien für Kinderbibeln an die Hand zu geben. Dabei wird allerdings den Erziehenden mitunter die Entscheidung bereits abgenommen, anstatt sie selbst kompetent zu machen für eine gute Einschätzung.
Hier nicht berücksichtigt aber gattungsmäßig den Kinderbibeln verwandt sind die primär als Unterrichtsmaterial konzipierten Schulbibeln sowie Bibel-Comics, Bibeln in Jugendsprache (wie die Volxbibel) und Kinderbücher zu einzelnen biblischen Geschichten oder religiösen Themen. Außerdem unberücksichtigt sind Hörbücher zu Kinderbibeln, multimediale bzw. digitale Kinderbibeln und von Kindern selbst erstellte Kinderbibeln (z. B. Belmeroder Kinderbibel, Seißener Kinderbibel oder Wandsbecker Kinderbibel).
Im Segment Personalisiertes Buch sind individuelle Kinderbibeln, in Abwandlung auch als personalisierte Taufbibeln mit Gebeten, Taufsprüchen und Fotos zur Taufe, am Markt erhältlich.

## Kinderbibeln in Auswahl

### Wichtige Kinderbibeln aus jüngerer Zeit
Auf die hier aufgeführten Kinderbibeln wird in der Sekundärliteratur immer wieder Bezug genommen und sie sind in der Regel noch lieferbar. Bei den Namen der Verfasser werden zunächst die für den Text Verantwortlichen genannt, durch Schrägstrich getrennt folgen die Illustratoren. Da anerkannte Kinderbibeln relativ häufig neu aufgelegt werden, wird auf die Angabe von Auflage und Erscheinungsjahr verzichtet.
- Sieger Köder [Ill.]: Kinder-Bibel. Katholisches Bibelwerk, Stuttgart, ISBN 3-460-28021-2.
- Werner Laubi / Annegert Fuchshuber: Kinderbibel. Kaufmann, Lahr, ISBN 3-7806-2409-5.
- Rainer Oberthür: Die Bibel für Kinder und alle im Haus. Erzählt und erschlossen von Rainer Oberthür, mit Bildern der Kunst ausgewählt und gedeutet von Rita Burrichter, Kösel-Verlag, München, ISBN 978-3-466-36668-2.
- Anneliese Pokrandt / Reinhard Herrmann: Elementarbibel. Kaufmann, Lahr, ISBN 3-7806-2439-7.
- Regine Schindler / Stepán Zavrel: Mit Gott unterwegs. Die Bibel für Kinder und Erwachsene neu erzählt. bohem press, Zürich, ISBN 3-85581-274-8.
- Anne de Vries: Die Kinderbibel. Bahn, Neukirchen-Vluyn, ISBN 3-7615-4991-1.
- Irmgard Weth / Kees de Kort: Neukirchener Kinder-Bibel. Kalenderverlag des Erziehungsvereins, Neukirchen-Vluyn, ISBN 3-920524-52-7.

### Weitere Titel
Einige der hier genannten Veröffentlichungen sind noch zu jung, um Aufnahme im „Kanon“ zu finden, andere sind im strengen Sinne keine Kinderbibeln.
- Rosemarie Hoffmann, Gottfried Herrmann / Paula Jordan: Kinderbibel – Gott hält sein Wort. Concordia-Verlag, Zwickau, ISBN 3-910153-50-X.
- Dennis Jones, Helen Ivens: Die coolste KiBi. IBS Deutschland, Schorndorf, ISBN 978-3-936594-00-3 (Leseproben [abgerufen am 20. Februar 2020] englisch: Read with me Bible. Grand Rapids, Mi 2000. Übersetzt von Julia Scheydtt).
- Karin Jeromin / Rüdiger Pfeffer: Komm freu dich mit mir. Die Bibel für Kinder erzählt. Deutsche Bibelgesellschaft, Stuttgart, ISBN 3-438-04010-7.
- Tanja Jeschke / Marijke ten Cate: Die Bibel für Kinder. Deutsche Bibelgesellschaft, Stuttgart, ISBN 978-3-438-04060-2.
- Andrea Karimé: Alle-Kinder-Bibel, unsere Geschichten mit Gott, mit Illustrationen von Anna Lisicki-Hehn. Neukirchener Verlag, Neukirchen-Vluyn, ISBN 978-3-7615-6903-0.
- Diana Klöpper, Kerstin Schiffner / Juliana Heidenreich: Gütersloher Erzählbibel. Gütersloher Verlagshaus, ISBN 3-579-05466-X.
- Michael Landgraf: Kinderlesebibel. Vandenhoeck & Ruprecht, Göttingen, ISBN 978-3-525-58017-2.
- Michael Landgraf: Die Bibel elementar, erzählt und erklärt. Calwer / Deutsche Bibelgesellschaft, Stuttgart, ISBN 978-3-7668-4123-0.
- Hanna Liss / Bruno Landthaler: Erzähl es deinen Kindern. Die Torah in fünf Bänden. Ariella-Verlag, Berlin. ISBN 978-3-9813825-9-4 (Bd. 1), ISBN 978-3-9816238-4-0 (Bd. 2), ISBN 978-3-9816238-5-7 (Bd. 3), ISBN 978-3-9816238-6-4 (Bd. 4), ISBN 978-3-9816238-7-1 (Bd. 5), Erste jüdische Kindertora.
- Vreni Merz: Grosse Bibel für kleine Leute. Kösel-Verlag, München, ISBN 978-3-466-36844-0.
- Martina Steinkühler: Wie Feuer und Wind. Das Alte Testament Kindern erzählt. Vandenhoeck & Ruprecht, Göttingen, ISBN 3-525-61586-8.
- Martina Steinkühler: Wie Brot und Wein. Das Neue Testament Kindern erzählt. Vandenhoeck & Ruprecht, Göttingen, ISBN 3-525-61587-6.
- Irmgard Weth / Kees de Kort: Neukirchener Erzählbibel. Neue Geschichten aus dem Alten und Neuen Testament. Kalenderverlag des Erziehungsvereins, Neukirchen-Vluyn, ISBN 3-920524-51-9.